# Herb gminy Wojaszówka
Herb gminy Wojaszówka – jeden z symboli gminy Wojaszówka, ustanowiony 30 grudnia 2002.

## Wygląd i symbolika
Herb przedstawia na tarczy koloru błękitnego złote trójwzgórze, a na nim półtrzeciakrzyż. Jest to nawiązanie do rodu Kamienieckich herbu Pilawa. 